# Јован Скот Еријугена
Јохан Скот Еријугена (лат. Johannes Scotus Eriugena 810 — 877) или Јован Ирац је био ирски представник хришћанског неоплатонизма, филозоф и песник.

## Учење
Јован Еријугена је био први велики филозоф средњовековне хришћанске схоластике. Бранио је слободну вољу и остао познат по устрајавању на измирењу разума и хришћанске догме. Еријугена претпоставља сагласност ума и вере и каже:
| „ | Прави ауторитет не спречава прави разум, нити прави разум прави ауторитет. Обоје потичу из истог извора, тј. божанског знања ... Слаб је сваки ауторитет који није потврђен истинским разумом, а истинском разуму није неопходно да буде потврђен било каквим ауторитетом. | ” |

Еријугена је један од ретких хришћанских филозофа који филозофију није подредио теологији. Сматра да ако би дошло до размимоилажења вере и црквених догми, неопходно је извршити истраживања заснована на разуму. У расправи око проблема универзалија заступао је реалистичко гледиште.
Своје теолошко учење темељи на мистичко-неоплатонским списима Псеудо-Дионисија Ареопагите, чије је списе са грчког превео на латински. Његова филозофија се одликује ноеплатонистичким схватањем Једног и степеновањем природе. Све на крају постаје Једно, јер из Бога све проистиче и у њега се све враћа. Четири су степена природе и то:
- Природа која ствара али није створена - Бог
- Природа која је створена и која ствара - реално постојеће идеје као узроци у Божјем уму
- Природа која је створена, али не ствара - наш свет
- Природа која није ни створена, нити ствара, јер се у њу све враћа

У свом главном делу „О подели природе“ (лат. De divisione naturæ) описује пут од Бога (као стварања) ка Богу (као последњем уточишту). У истом делу каже:
| „                           | Стога не смемо сматрати да су Бог и створење две ствари, различите једне од друге, него да су једно те исто. Јер и створење постоји у Богу, а Бог се на необичан и неизрецив начин ствара у створењу, откривајући самог себе, невидљив чинећи себе видљивим, несхватљив чинећи себе схватљивим, скривен откритим, непознат познатим, безобличан лепим и присталим, надбитан битним, натприродан природним, једноставан сложеним, слободан од случаја подложан случајним, бесконачан коначим, неомеђен омеђеним, надвремен временитим, натпросторан просторним, творац свега створеним у свему и чинитељ свега учињеним у свему; он вечан, почиње постојати и непомичан, креће се у свему и постаје у свему све. А то не говорим о утеловљењу логоса и постајању речји човеком, него о томе како се највиша доброта, која је једност и тројство, на неизрецив начин спушта у оно што јесте да би то било - штовише, да би сама била у свему од највишег до најнижег, увек вечна, увек настала, од саме себе, у самој себи, вечна од саме себе, настала у самој себи, и, док је вечна, не престаје бити створена, а створена не престаје бити вечна, те од саме себе ствара саму себе. Њој не треба друга твар у коју претвара себе, а да то не била она сама. Иначе би се Бог чинио немоћним и у себи самом несавршеним кад би од другог добијао помоћ за своје појављивање и усавршавање. Од самог себе прима дакле Бог прилике за своје богојављање (гр. теофанија), јер све је из њега, преко њега, у њему и за њега. | ” |
| — О подели природе (III 17) | |   |

Његово дело О подели природе је спаљено због кривоверја 1225. године. Иако је црква његово дело осудила, Јован Ирац се сматра једним од најзначајнијих филозофа ране схоластике.